# Caio César Alves dos Santos
Caio César Alves dos Santos, noto come Caio (Mirandópolis, 29 maggio 1986), è un ex calciatore brasiliano, di ruolo centrocampista.

## Carriera
Dopo una prima esperienza in Europa all'Eintracht Francoforte, il 29 luglio 2013 il giocatore brasiliano firma un contratto triennale con il Grasshoppers.

## Palmarès

### Club

#### Competizioni internazionali
- Recopa Sudamericana: 1

Internacional: 2007

#### Competizioni statali
- Campionato Baiano: 1

Bahia: 2012